# Стефан Куделски
Стефан Куделски (Варшава, 27. фебруар 1929, Лозана, 26. јануар 2013) био је пољски аудио инжењер. Осмислио је професионалне аудио снимаче назване Награ, на бази које је основао низ компанија које се баве различитим пословима а обједињеним у кровној компанији Куделски група.

## Биографија
Стефан је са фамилијом избегао из Пољске 1939. године током окупације од странце нациста и совјета. Прво су избегли у Румунију, па Мађарску а онда и у Француску. Након окупације Француске, 1943. настанили су се у Лозани у Швајцарској. Ту је похађао и факултет где је направио свој први касетни снимач звука.